# Тетет
Тетет (око 414 — 369/67. п. н. е) био је филозоф и математичар пореклом из Атине. Ученик и пријатељ Платонов. Математику је учио код Теодора из Кирене, а његове математичке списе касније је користио Еуклид. Платон му је посветио дијалог Тетет или О знању.